# Little Waterhouse Lake
Little Waterhouse Lake är en sjö i Australien. Den ligger i delstaten Tasmanien, i den sydöstra delen av landet, omkring 220 kilometer norr om delstatshuvudstaden Hobart.
Trakten runt Little Waterhouse Lake består till största delen av jordbruksmark. Runt Little Waterhouse Lake är det mycket glesbefolkat, med 2 invånare per kvadratkilometer. Genomsnittlig årsnederbörd är 847 millimeter. Den regnigaste månaden är augusti, med i genomsnitt 104 mm nederbörd, och den torraste är januari, med 26 mm nederbörd.